# Stenomacrus cognatus
Stenomacrus cognatus là một loài tò vò trong họ Ichneumonidae.